# Elateriformia
Elateriformia je infrared polifaganih buba. Dve najveće porodice u ovoj grupi su buprestidi, kojih ima oko 15.000 opisanih vrsta, i klik bube, kojih ima oko 10.000 opisanih vrsta.
Infrared se sastoji od šest nadfamilija:
- Buprestoidea
- Byrrhoidea
- Dascilloidea
- Elateroidea
- Rhinorhipoidea
- Scirtoidea